# Darlington (Misuri)
Darlington es una villa ubicada en el condado de Gentry en el estado estadounidense de Misuri. En el Censo de 2010 tenía una población de 121 habitantes y una densidad poblacional de 113,67 personas por km².

## Geografía
Darlington se encuentra ubicada en las coordenadas 40°11′53″N 94°23′59″O / 40.19806, -94.39972. Según la Oficina del Censo de los Estados Unidos, Darlington tiene una superficie total de 1.06 km², de la cual 1.06 km² corresponden a tierra firme y (0%) 0 km² es agua.

## Demografía
Según el censo de 2010, había 121 personas residiendo en Darlington. La densidad de población era de 113,67 hab./km². De los 121 habitantes, Darlington estaba compuesto por el 92.56% blancos, el 0% eran afroamericanos, el 0.83% eran amerindios, el 0% eran asiáticos, el 0% eran isleños del Pacífico, el 0% eran de otras razas y el 6.61% pertenecían a dos o más razas. Del total de la población el 0% eran hispanos o latinos de cualquier raza.